# Rijndael S-box
Rijndael S-box (Substitution box) là một thành phần cốt lõi trong thuật toán mã hóa Rijndael (hay AES). Nó dùng để thực hiện phép thay thế phi tuyến trên từng byte của dữ liệu, giúp tăng tính bảo mật bằng cách làm cho mối quan hệ giữa khóa và bản mã trở nên phức tạp hơn.

### Rijndael S-box là gì?
- Là một bảng tra cứu gồm 256 giá trị (từ 0x00 đến 0xFF).
- Mỗi giá trị đầu vào (1 byte) được thay thế bằng một giá trị khác theo bảng S-box.
- Được thiết kế để chống lại các tấn công tuyến tính và vi sai.
- Được sử dụng trong bước SubBytes của mỗi vòng mã hóa AES.

### ⚙️ Quá trình tạo Rijndael S-box
Việc tạo S-box không phải là ngẫu nhiên, mà dựa trên hai bước toán học chính:

#### 1. Tính nghịch đảo trong trường hữu hạn GF(2⁸)
- Mỗi byte (trừ 0x00) được ánh xạ thành nghịch đảo của nó trong trường GF(2⁸).
- Trường GF(2⁸) là một trường nhị phân với 256 phần tử, sử dụng đa thức bất khả quy: $$x^8 + x^4 + x^3 + x + 1$$

#### 2. Biến đổi affine (Affine Transformation)
- Sau khi lấy nghịch đảo, áp dụng một phép biến đổi tuyến tính (affine) trên mỗi byte:
  - Trong đó:
    - là bit thứ i của byte nghịch đảo.
    - là một hằng số cố định: 0x63 (01100011).

### Ví dụ:
Giả sử bạn có byte 0x53:
1. Tìm nghịch đảo của 0x53 trong GF(2⁸): → 0xCA
2. Áp dụng biến đổi affine lên 0xCA: → kết quả là 0xED
3. Vậy S-box[0x53] = 0xED

Tạo S-box bằng Python:
def gf_inverse(byte):
    # Tính nghịch đảo trong GF(2⁸)
    # (sử dụng thuật toán Euclid mở rộng)
    pass
def affine_transform(byte):
    c = 0x63
    result = 0
    for i in range(8):
        bit = (
            ((byte >> i) & 1) ^
            ((byte >> ((i + 4) % 8)) & 1) ^
            ((byte >> ((i + 5) % 8)) & 1) ^
            ((byte >> ((i + 6) % 8)) & 1) ^
            ((byte >> ((i + 7) % 8)) & 1) ^
            ((c >> i) & 1)
        )
        result |= (bit << i)
    return result
s_box = []
for i in range(256):
    inv = gf_inverse(i)
    s_box.append(affine_transform(inv))